# Dactylolabis (Dactylolabis) cingulata
Dactylolabis (Dactylolabis) cingulata is een tweevleugelige uit de familie steltmuggen (Limoniidae). De soort komt voor in het Palearctisch gebied.